# 埼玉県立大学短期大学部
埼玉県立大学短期大学部（さいたまけんりつだいがくたんきだいがくぶ、英語: Saitama Pefectural Uiversity Junior College）は、埼玉県越谷市三野宮820に本部を置いていた日本の公立大学である。1975年に設置され、2008年に廃止された。大学の略称は県短。

## 概要

### 大学全体
- 埼玉県越谷市に所在した日本の公立短期大学で、設置主体は埼玉県[注 4]
- 1975年に埼玉県立衛生短期大学として浦和市に開学[3]。当初は3つの学科を設けていたが[4]、学科の増設により5学科さらに専攻科2専攻体制となる。1999年度より学名変更ならびにキャンパス移転された。
- 2005年度の入学生を最後に[注釈 2]、2008年に短期大学としての使命を終える[注釈 3]。

### 建学の精神（校訓・理念・学是）
- 埼玉県立大学短期大学の学是は「人間の尊厳と生命尊重」となっている。

### 教育および研究
- 主に医療専門職の育成に力をいれていた。ほか、保育者の養成も執り行っていた。

### 学風および特色
- 1987年度より聴講生・研究生制度を取り入れていた。
- 1993年6月より社会人入学試験制度を取り入れていた。

## 沿革
- 1975年
  - 1月10日 左記を以て文部省[注 5]より短期大学の設置が認可される[9]。
  - 4月1日 埼玉県立衛生短期大学（さいたまけんりつえいせいたんきだいがく）として以下の学科体制にて開学[注 6]。
    - 第一看護科[注釈 4]
    - 第二看護科[注釈 4]
    - 衛生技術科[注釈 4]

  - 5月1日 学生数[11]/定員
    - 第一看護科 30[注釈 5]/40
    - 第二看護科 36[注釈 5]/40
    - 衛生技術科 36[注 7]/40
- 1976年
  - 5月1日 学生数[12]/定員
    - 第一看護科 64[注釈 5]/80
    - 第二看護科 72[注釈 5]/80
    - 衛生技術科 76[注釈 6]/80
- 1977年
  - 5月1日 学生数[13]/定員
    - 第一看護科 104[注釈 5]/120
    - 第二看護科 79[注釈 5]/80
    - 衛生技術科 115[注 8]/120
- 1981年
  - 1月20日 専攻科の設置が認められ、以下の課程を設ける[14]。
    - 地域看護学専攻 入学定員40名
    - 助産学専攻 入学定員20名

  - 4月1日 この年度における出来事は以下の通りとなっている[15]。
    - 第一看護科の入学定員を40→80に増員。
    - 以下、学科名の改称あり。
      - 第一看護科→第一看護学科
      - 第二看護科→第二看護学科
      - 衛生技術科→衛生技術学科

    - 以下の学科を増設する[注 9]。
      - 歯科衛生学科 入学定員30名
      - 保育学科 入学定員60名

  - 5月1日 学生数[18]/定員
    - 第一看護学科 139[注釈 5]/160
    - 第二看護学科 81[注釈 5]/80
    - 衛生技術学科 121[注釈 7]/120
    - 歯科衛生学科 32[注釈 5]/30
    - 保育学科 60[注釈 8]/60
- 1982年
  - 5月1日 学生数[19]/定員
    - 第一看護学科 170[注釈 5]/200
    - 第二看護学科 84[注釈 5]/80
    - 衛生技術学科 119[注釈 7]/120
    - 歯科衛生学科 58[注釈 5]/60
    - 保育学科 119[注釈 9]/120
- 1983年
  - 5月1日 学生数[20]/定員
    - 第一看護学科 211[注釈 5]/240
    - 第二看護学科 82[注釈 5]/80
    - 衛生技術学科 117[注釈 10]/120
    - 歯科衛生学科 59[注釈 5]/60
    - 保育学科 120[注釈 9]/120
- 1985年
  - 5月1日 学生数[21]/定員
    - 第一看護学科 232[注釈 5]/240
    - 第二看護学科 82[注釈 5]/80
    - 衛生技術学科 116[注釈 10]/120
    - 歯科衛生学科 60[注釈 5]/60
    - 保育学科 108[注釈 5]/120
- 1986年
  - 5月1日 学生数[22]/定員
    - 第一看護学科 231[注釈 5]/240
    - 第二看護学科 81[注釈 5]/80
    - 衛生技術学科 115[注釈 6]/120
    - 歯科衛生学科 59[注釈 5]/60
    - 保育学科 113[注釈 11]/120
- 1987年
  - 5月1日 学生数[23]/定員
    - 第一看護学科 231[注釈 5]/240
    - 第二看護学科 82[注釈 5]/80
    - 衛生技術学科 111[注 10]/120
    - 歯科衛生学科 59[注釈 5]/60
    - 保育学科 119[注釈 11]/120
- 1992年
  - 4月1日 以下、専攻科の各専攻が学位授与機構に認定される[24]。
    - 地域看護学専攻
    - 助産学専攻

  - 5月1日 学生数[注 11]/定員
    - 第一看護学科 240[注釈 9]/240
    - 第二看護学科 90[注釈 5]/80
    - 衛生技術学科 121[注釈 12]/120
    - 歯科衛生学科 59[注釈 5]/60
    - 保育学科 119[注釈 11]/120
- 1999年
  - 4月1日 埼玉県立大学短期大学部と校名変更される。保育学科の入学定員を60→30に減員[注釈 13]。
  - 5月1日 学生数[29]/定員
    - 第一看護学科 252[注釈 12]/240
    - 第二看護学科 80[注釈 9]/80
    - 衛生技術学科 120[注釈 6]/120
    - 歯科衛生学科 60[注釈 5]/60
    - 保育学科 92[注釈 8]/90
- 2004年
  - 4月1日 以下の学科については、この年度で学生募集を最終とする[注 12]。
    - 第二看護学科[注 13]
- 2005年
  - 4月1日 この年度で短期大学としての学生募集を最終とする[注釈 2]。
- 2007年
  - 3月31日 以下の学科については、左記をもって正式に廃止となる[注 14]。
    - 歯科衛生学科
    - 保育学科

  - 4月1日 浦和市の旧キャンパスを改修し、埼玉県立特別支援学校さいたま桜高等学園が開校。
- 2008年
  - 7月31日 左記をもって正式に廃止となる[注釈 3]。

## 基礎データ

### 所在地
- 埼玉県越谷市三野宮820番地[注釈 1]

## 教育および研究

### 組織

#### 学科
- 第一看護学科 入学定員80名[注釈 14]
- 第二看護学科 入学定員40名[注 15]
- 衛生技術学科 入学定員40名[注釈 14]
- 歯科衛生学科 入学定員30名[注釈 14]
- 保育学科 入学定員30名[注釈 14]

#### 専攻科
- 地域看護学専攻 入学定員40名[36]
- 助産学専攻 入学定員20名[36]

#### 別科
- なし

#### 取得資格について
資格
- 保育士：保育学科

受験資格
- 看護師
  - 第一看護学科
  - 第二看護学科
- 臨床検査技師：衛生技術学科
- 歯科衛生士：歯科衛生学科
- 保健師：専攻科地域看護学専攻
- 助産師：専攻科助産学専攻

#### 附属機関
- 附属図書館：埼玉県立衛生短期大学の時に建設された。

### 研究
- 『埼玉県立衛生短期大学紀要』[37]
- 『キセノンを添加した液体アルゴンの発光波長とその光電離検出器への応用』[38]

## 大学関係者と組織

### 卒業生
- 髙階恵美子（衆議院議員、元厚生労働副大臣）

### 大学関係者一覧

#### 大学関係者
歴代学長
- 橋本正己

## 施設

### キャンパス
- 短期大学棟があった。

## 対外関係

### 系列校
- 埼玉県立大学

## 卒業後の進路について

### 就職について
- 第一看護学科：慶應義塾大学病院・自治医科大学附属さいたま医療センターほか医療機関への就職者が多いものとなっている[39]。
- 第二看護学科：埼玉医科大学総合医療センターほか医療機関への就職者が多いものとなっていた[39]。
- 衛生技術学科：各種医療機関のほかゼリア新薬工業・ビー・エム・エル・三菱化学メディエンスなどの企業への就職者もみられる[39]。
- 歯科衛生学科：概ね全員が歯科医療機関への就職者となっていた[39]。
- 保育学科：保育所や各種児童福祉施設への就職者が多いものとなっていた[39]。
- 専攻科地域看護学専攻：埼玉医科大学病院ほか医療機関への就職者が多いものとなっていた[39]。
- 専攻科助産学専攻：さいたま赤十字病院ほか医療機関への就職者が多いものとなっている[39]。

### 編入学･進学実績
- 埼玉県立大学への編入学制度があった。

## 関連サイト
- 埼玉県立大学 組織・沿革